# Scott Machado
Scott Michael Machado (Queens, Nueva York, 8 de junio de 1990) es un jugador de baloncesto estadounidense de ascendencia brasileña, que pertenece a la plantilla de Minas Tênis Clube del Novo Basquete Brasil. Con 1,85 metros de altura, juega en la posición de base.

## Trayectoria deportiva

### Universidad
Jugó durante cuatro temporadas con los Gaels del Iona College, en las que promedió 12,2 puntos, 3,9 rebotes y 6,7 asistencias por partido. Ye en su primera temporada fue elegido novato del año de la Metro Atlantic Athletic Conference tras repartir 150 asistencias, récord para un rookie en los Gaels. Al año siguiente fue incluido en el segundo mejor quinteto de la conferencia, y en el mejor en sus dos últimas temporadas, logrando además en 2012 el premio al Jugador del Año de la MAAC, y el Premio Haggerty al mejor baloncestista universitario del área metropolitana de Nueva York, tras liderar la División I de Baloncesto Masculino de la NCAA en asistencias, con 9,9 por partido.

### Profesional
Tras no ser elegido en el Draft de la NBA de 2012, fichó por los Houston Rockets, con los que disputó 6 partidos en los que promedió 1,3 puntos y 1,0 asistencias. En noviembre fue asignado a los Rio Grande Valley Vipers de la NBA D-League, quienes finalmente se harían con sus servicios tras ser despedido por los Rockets. Allí jugó 18 partidos en los que promedió 10,3 puntos y 6,1 asistencias.
En el mes de marzo fue traspasado a los Santa Cruz Warriors, con los que jugó las finales de la liga ante su antiguo equipo. en total disputó 10 partidos, en los que promedió 6,5 puntos y 3,4 asistencias. Fue reclamado por los Golden State Warriors para disputar los playoffs NBA 2013, jugando cinco partidos en los que anotó tres puntos en total.
En 2019, firma por los Cairns Taipans de la National Basketball League (Australia), donde juega durante 3 temporadas.
El 11 de junio de 2022, firma por el Hapoel Eilat de la Ligat Winner.

## Selección nacional
Machado es hijo de un matrimonio brasileño que emigró a los Estados Unidos. 
En 2011 disputó el torneo de baloncesto de la XXVI Universiada.
Hizo su debut con la selección absoluta en 2018.
En 2023 jugó en el torneo masculino de baloncesto de los Juegos Panamericanos, donde su equipo obtuvo la medalla de bronce.

## Estadísticas de su carrera en la NBA

### Temporada regular
| Año     | Equipo    | PJ | PT | MPP | %TC  | %3P   | %TL   | RPP | APP | ROB | TPP | PPP |
| ------- | --------- | -- | -- | --- | ---- | ----- | ----- | --- | --- | --- | --- | --- |
| 2012-13 | Houston   | 6  | 0  | 3.5 | .500 | .000  | 1.000 | .2  | 1.0 | .3  | .0  | 1.3 |
| 2018-19 | LA Lakers | 4  | 0  | 4.8 | .667 | 1.000 | 1.000 | .0  | 0.8 | .3  | .0  | 1.3 |
| Total   |           | 10 | 0  | 4.0 | .583 | .500  | 1.000 | .1  | 0.9 | .3  | .0  | 1.8 |

### Playoffs
| Año   | Equipo       | PJ | PT | MPP | %TC  | %3P  | %TL  | RPP | APP | ROB | TPP | PPP |
| ----- | ------------ | -- | -- | --- | ---- | ---- | ---- | --- | --- | --- | --- | --- |
| 2013  | Golden State | 5  | 0  | 1.6 | .500 | .000 | .500 | .2  | .2  | .0  | .0  | .6  |
| Total | Total        | 5  | 0  | 1.6 | .500 | .000 | .500 | .2  | .2  | .0  | .0  | .6  |